# Josep Llovera
Josep Llovera i Bufill (Reus, 7 de enero de 1846-Reus, 7 de noviembre de 1896) fue un pintor catalán.

## Biografía

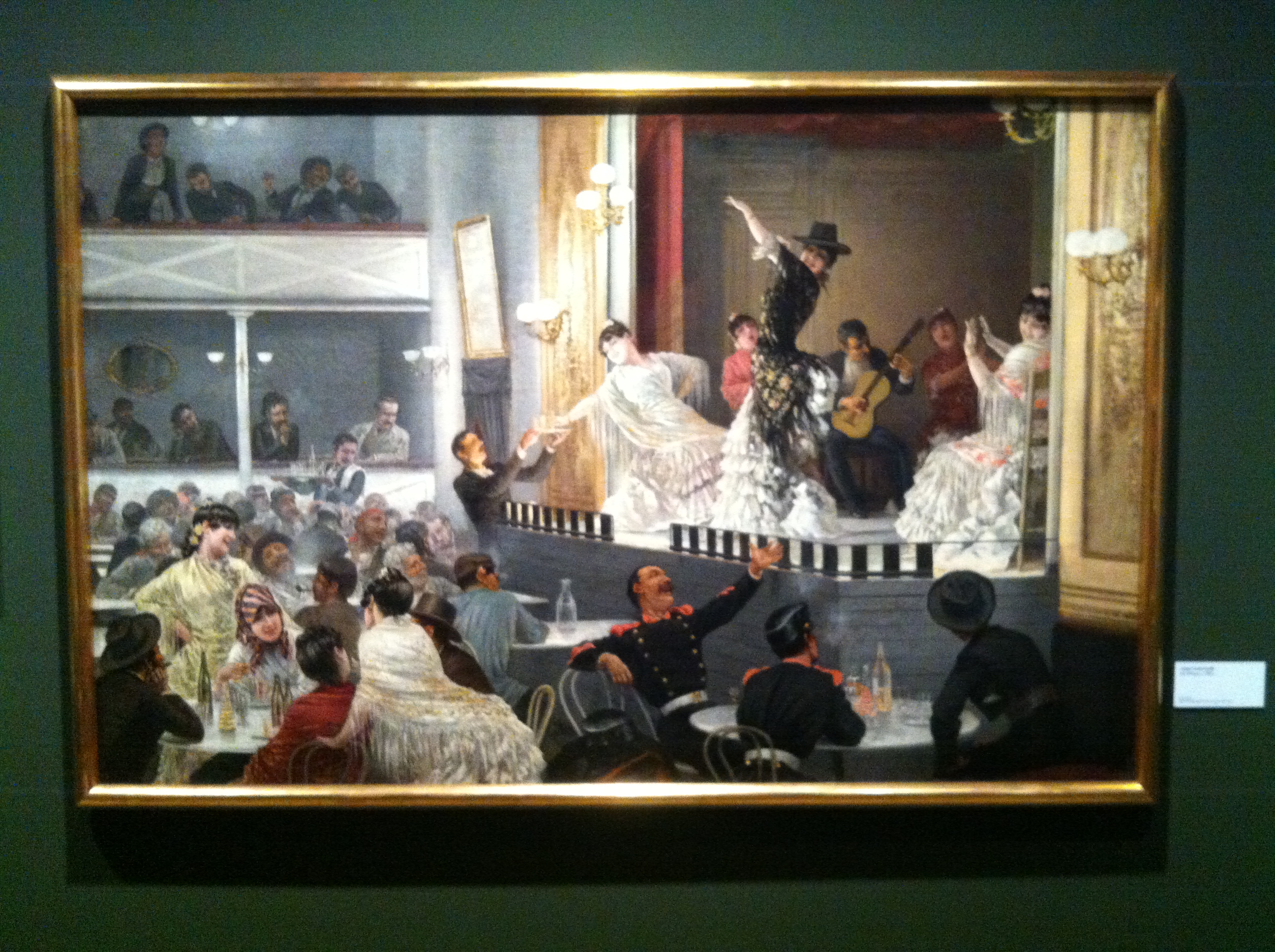
Obra de Josep Llovera en el CCCB durante una exposición sobre la avenida del Paralelo

Nacido en la localidad tarraconense de Reus el 7 de enero de 1846, hizo estudios de Farmacia y abrió un comercio en Reus siguiendo la voluntad de su padre.
En su época de estudiante en Madrid y Barcelona publicó caricaturas en la prensa de la época, tales como L'Ase y Lo Tros de paper de Barcelona, y el madrileño Gil Blas, pero por influencia de Mariano Fortuny se dedicó a la pintura y creó varias acuarelas de éxito como Cacería de pollos en Jauja, Las sotas y Prado en el día del Juicio final.
Después de varios viajes a París, en 1887 se estableció en Barcelona y tuvo éxito en la venta de sus cuadros. Aunque cayó en todos los tópicos, se salvó por la finura y la elegancia de sus composiciones. Esperando una procesión es una de sus mejores obras, junto con Un ball de llàntia, Volviendo de bautizo y Damisel·les en el balcó. Trabajó con mucho acierto el aguafuerte.
Murió en su ciudad natal el 7 de noviembre de 1896 en la misma casa donde había nacido, en la plaza del Mercadal. La ciudad de Reus le ha dedicado una calle.